# Карякин, Олег Борисович
Оле́г Бори́сович Каря́кин (р. 5 ноября 1954) — советский и российский уролог. Доктор медицинских наук (1996), профессор (2006). Заведующий отделением лучевого и хирургического лечения урологических заболеваний с группой брахитерапии рака предстательной железы Медицинского радиологического научного центра Министерства здравоохранения Российской Федерации (с 1989).

## Биография
Олег Карякин родился 5 ноября 1954 года.
В 1977 году окончил Черновицкий государственный медицинский институт по специальности «Врач-лечебник». В 1983 году окончил клиническую ординатуру в Научно-исследовательском институте медицинской радиологии Академии медицинских наук СССР (в настоящее время — Медицинский радиологический научный центр Министерства здравоохранения Российской Федерации), где в 1986 году защитил диссертацию на соискание учёной степени кандидата медицинских наук на тему «Комплексное (лучевое, рентгеноэндоваскулярное и хирургическое) лечение местнораспространенных форм рака мочевого пузыря» по специальности 14.00.19 — медицинская радиология и рентгенология.
Работал научным сотрудником Института медицинской радиологии. С 1989 года — заведующий отделением лучевого и хирургического лечения урологических заболеваний с группой брахитерапии рака предстательной железы.
В 1996 году защитил в Медицинском радиологическом научном центре диссертацию на соискание учёной степени доктора медицинских наук на тему «Комбинированное лечение местнораспространенного и распространенного рака мочевого пузыря» по специальностям: 14.00.19 — лучевая диагностика, лучевая терапия и 14.00.14 — онкология. В январе 2006 года присвоено учёное звание профессора по специальности «Онкология».
Опубликовал более 100 научных работ.
В числе учеников — 9 кандидатов наук.

## Участие в профессиональных и общественных организациях
- Вице-президент Российского общества онкоурологов (РООУ)[2][3]
- Член правления Всероссийского общества урологов[2]
- Член Европейского общества урологов[2]

## Награды и премии
- Орден Дружбы (1999)[2]

### Монографии
- Цыб А. Ф., Мардынский Ю. С., Карякин О. Б., Свиридов П. В., Матякин Г. Г., Чуприк-Малиновская Т. П., Виноградова Н. Н., Киселёва М. В., Платицын И. В. . Лучевая терапия рака предстательной железы: Руководство для врачей. — М.: Медицинская книга, 2010. — 116 с. — 1200 экз. — ISBN 978-5-91894-003-7.

### Интервью
- Ирина Широкова.  Гормоно-лучевая терапия при раке предстательной железы: целесообразность и эффективность: [Интервью с Олегом Карякиным] // Урология сегодня. — 2010. — № 2.
- Рената Белич.  О. Б. Карякин: «Злокачественная опухоль — не приговор, а хроническое заболевание» // Урология сегодня. — 2014. — № 3.